# Valentín Benítez
Valentín Benítez, né le 26 mars 2002 à Rosario, est un footballeur argentin qui évolue au poste de défenseur central avec le club des Newell's Old Boys.

## Biographie

### En sélection
Valentín Benítez est sélectionné avec l'équipe d'Argentine des moins de 17 ans pour participer au championnat sud-américain moins de 17 ans en 2019. Lors de cette compétition organisée au Pérou, il joue deux matchs, tous en tant que titulaire. Avec un bilan de cinq victoires, deux nuls et deux défaites, l'Argentine remporte le tournoi.

## Palmarès
- Vainqueur du championnat de la CONMEBOL des moins de 17 ans en 2019 avec l'équipe d'Argentine des moins de 17 ans